# Apostolo Zeno
Apostolo Zeno (né le 11 décembre 1668 à Venise et mort le 11 novembre 1750 dans cette même ville) est un écrivain vénitien de la fin du XVIIe siècle et de la première moitié du XVIIIe, à la fois dramaturge, critique littéraire, librettiste et poète.

## Biographie
Né le 11 décembre 1668, à Venise, sur la paroisse de la Trinité, il descendait d’une de ces familles patriciennes que Venise avait jadis envoyées dans l’île de Candie pour y former une colonie. La perte de cette possession entraîna la ruine de toutes ces familles. Revenu encore enfant dans sa patrie, l’aïeul de Zeno, nommé Nicolas, n’avait pas été inscrit sur le livre d’or, dans le terme prescrit par les lois, parce qu’il était né avant le mariage de son père, qui n’avait point attendu les dispenses de la cour de Rome. Cette négligence lui avait fait perdre la noblesse, avantage bien faible, quand il n’est pas soutenu de la fortune.
Heureusement le jeune Apostolo trouva un appui dans son oncle, évêque de Capodistrie, qui dirigea sa première éducation. Le désir de la perfectionner, et la nécessité de se ménager des ressources pour l’avenir, l’engagèrent à se rendre à Venise, où il se livra tout entier à l’étude. A la vérité ses essais ne furent pas heureux. Ils consistaient en quelques pièces fugitives en vers et en prose, où le jeune auteur, dont le style n’était point encore formé, payait le tribut au mauvais goût de son siècle. On cite, parmi ces débuts de Zeno dans la littérature, un poème intitulé Incendio Veneto, 1684, et deux morceaux sur la reddition de Modon et l’acquisition de Navarin, etc. Mais il sentit bientôt le vice des faux brillants alors en vogue dans son pays, et ne tarda pas à secouer le joug. Son exemple fut suivi par les Magliabechi, les Salvini, et surtout les Redi dont il estimait le talent.
Ce fut sans doute de cette noble émulation que naquit à Venise l’académie degli Animosi (les courageux), ainsi nommée parce qu’elle se proposait de faire la guerre à l’abus de l’esprit. Zeno en fut le premier fondateur, en 1691. Le 29 avril 1698, l’académie des Animosi fut déclarée colonie arcadienne, et Zeno en devint le vice-président. Les mêmes motifs, qui avaient fait établir cette société déterminèrent Zeno à entreprendre, en 1710, le Giornale de’ Letterati, dont à lui seul il publia vingt volumes. Son premier opéra, représenté à Venise en 1695, avait pour titre : l’Inganni felici. Son Lucio Vero eut, en 1700, un succès qui ne fut pas borné au théâtre de Venise. Au milieu de ces travaux littéraires, Zeno cherchait à se procurer un établissement solide. L’occasionne ne s’en présenta que longtemps plus tard par la vacance d’une place à la bibliothèque publique de Saint Marc, qu’il sollicita sans l’obtenir. On lui préféra une personne d’un mérite fort inférieur au sien. Ce désagrément lui fit quitter sa patrie.
Appelé à Vienne par l’empereur Charles VI, il eut le malheur de se casser une jambe sur la route (1718). La réputation de ses poésies dramatiques l’avait devancé dans la capitale de l’Autriche. Il y fut accueilli avec des marques de distinction très-flatteuses, et quelque temps après, l’empereur lui accorda le titre de poète et d’historiographe de la cour. Jouissant d’une pension considérable qui le mettait à l’abri de la gêne qu’avait éprouvée sa jeunesse, et environné d’une grande considération, Zeno passa onze ans dans cette ville, tout occupé de la composition de ses pièces, dont dix-neuf sur des sujets profanes, et dix-sept sur des sujets sacrés. Il en donna au moins une chaque année. Parmi ces différents poèmes, les uns se rapprochent de la tragédie, les autres de la comédie ; ces derniers sont les moins heureux ; plusieurs sont dans le genre pastoral, et quelques autres dans ce genre mitoyen que Corneille avait cru pouvoir nommer comédie héroïque, genre que nous avons abandonné, et dont on ne peut guère regretter la perte.
Pour se conformer à l’usage de la cour de Vienne, Zeno publiait de temps en temps pour les grandes fêtes des poèmes italiens dialogués, que les Italiens appellent Azione sacra ou Oratorio. Avant lui, ces pièces étaient encore plus informes que celles qui jadis se jouaient sur les théâtres. Il est le premier qui les ait réduites dans les bornes d’une action régulière. Ces poèmes, au nombre de quinze, ont été recueillis pour la première fois à Venise en 1735, en 1 vol. in-4°. Tous sont, à la réserve d’un seul, tirés de l’Écriture Sainte, et tissus presque d’un bout à l’autre des propres termes du teste sacré. Chacun est divisé en deux parties sans distinction de scènes La plupart des poèmes composés par Zeno, pour la cour impériale, furent mis en musique par Caldara.
Parvenu à un âge avancé, Zeno, las du grand monde, quitta la cour de Vienne où il fut remplacé en 1729 par Métastase, au choix duquel il donna son entière approbation, et conserva néanmoins la moitié de la pension qu’il avait en qualité de poète et d’historiographe. Revenu dans sa patrie en 1731, il ne songea plus qu’à couler des jours tranquilles au milieu de ses livres et de ses amis. Il s’était formé une des plus belles bibliothèques qu’un particulier pût posséder et un cabinet de précieuses médailles qui devint l’objet de l’admiration des curieux. Lié avec Magliabechi, Maffei, Muratori, etc., il passa les deux dernières années de sa vie dans cette retraite, d’où il entretint une correspondance très-active avec tous les savants d’Italie et les littérateurs étrangers. Grand connaisseur en fait d’antiquités, bon critique, il joignait aux talents de l’esprit les qualités du cœur. Sa candeur, sa franchise, son affabilité, la douceur de commerce lui avaient concilié les cœurs ; et les anecdotes littéraires dont sa mémoire était rendaient sa conversation aussi piquante qu’instructive. Cet homme estimable mourut à Venise, le 11 novembre 1750, âgé de quatre-vingt-deux ans, et fut enterré chez les Dominicains réformés, auxquels il avait légué sa bibliothèque. L'un des pères de cette maison, par un juste motif de reconnaissance, fit son Oraison funèbre.

## Œuvres
Les poésies dramatiques d’Apostolo Zeno furent recueillies par le comte Gasparo Gozzi, en 10 volumes in-8°, Venise, 1744. Ce recueil contient soixante-trois poèmes tragiques, comiques ou dans le genre pastoral. Le premier est de 1695 et le dernier de 1737. Les sept premiers tomes renferment trente-six opéras ; le huitième, les dix-sept poèmes sacrés ; le neuvième et le dixième, dix autres opéras, dont le canevas est de Zeno, mais dont les vers sont en partie du docteur Pietro Pariati, poète de Sa Majesté Impériale. Bouchaud a donné, en 1758, une traduction française des œuvres dramatiques d’Apostolo Zeno, en 2 volumes in-12. Cette édition ne contient que huit pièces, à savoir : Mérope, Nitocris, Papirius, Joseph (1er vol.), Andromaque, Hymėnée, Mithridate et Jonathan (2e vol.). Zeno était regardé comme le plus grand poète lyrique que l’Italie eût vu naître, quand Métastase parut sur la scène et vint partager des applaudissements dont son rival était seul en possession. Sa réputation, qui jusqu’alors n’avait souffert aucune contradiction, se trouva tout à coup balancée et même effacée par celle de son successeur.
Mais il a la gloire d’avoir été le premier qui ait présenté à ses compatriotes les règles de la tragédie, telles au moins que l’opéra les comporte, et qui leur ait appris à ne regarder la musique que comme l’accessoire de la tragédie lyrique. On lui reproche avec raison des événements trop multipliés, des épisodes singuliers et des intrigues trop compliquées, par exemple celle d’Andromaque, qui enlace dans un seul nœud les incidents et les intérêts de deux de nos fables tragiques ; mais on doit reconnaître qu’il attache l’esprit par son invention, par sa fécondité, par la vérité de ses tableaux, par l’intelligence de l’art dramatique et par la force du dialogue ; « en un mot, dit de Sismondi, après un siècle tout entier d’essais et de tâtonnements, il porta l’opéra à a ce degré de perfection auquel il pouvait atteindre avant que Métastase eût animé par la puissance du génie l’ouvrage de l’esprit. » 
On a comparé Zeno à Corneille et Métastase à Racine, et l’un et l’autre en effet ont imité et quelquefois copié nos deux tragiques français. Voyez l’opinion de Schlegel dans l’article MÉTASTASE de la Biographie universelle des frères Michaud, et les rapprochements du mérite et des défauts des deux poètes dans l’ouvrage de Sismondi sur la Littérature du midi de l’Europe, 2e édit., t. 2, p. 291-292.
Quoique le théâtre lyrique soit le premier titre d’Apostolo Zeno aux suffrages de la postérité, il ne mérite pas moins d’estime sous d’autres rapports. Passionné pour l’histoire, dont il avait fait une étude approfondie, il forma une riche collection de médailles, qui ne fut point le fruit d’un goût stérile et de pure ostentation. Il se livra avec ardeur à cette partie des connaissances historiques qui se trouve appuyée sur les monuments, et ses travaux en ce genre ajoutèrent à la réputation qu’il s’était faite comme poète lyrique celle d’un des plus savants antiquaires de son siècle. On a de lui un grand nombre d’écrits sur les antiquités ; de précieuses additions, sous le titre Dissertazioni Vossiane, à ce que Vossius a donné sur les historiens italiens qui ont écrit en latin, dissertations publiées en divers recueils, mais refondues par l’auteur et rassemblées en 2 volumes in-4°, Venise, 1752-1753, et suivant d’autres, en 3 volumes in-8° ; des lettres recueillies par Marco Forcellini, 3 vol. in-8°, Venise, 1752, mais dont Morelli a publié une édition augmentée, ibid., 1785, 6 vol in-8° ; l’histoire de divers États du Nord, dans il Mappamondo istorico, 4 vol. ; un abrégé du Dictionnaire de la Crusca, 2 vol. ; des mémoires biographiques, entre autres sur les Manuzi, savants typographes ; les Vies des historiens et orateurs de la république de Venise ; enfin une nouvelle édition du traité de monsignor Fontanini sur l’Eloquence italienne, qu’il revit, corrigea et annota dans sa retraite.
Bouchaud a mis à la tête de la traduction dont nous avons parlé un avertissement où il donne beaucoup de détails sur Apostolo Zeno ; mais, suivant Negri, cette notice est remplie d’erreurs, que les journalistes de Trévoux ont prétendu corriger par des erreurs plus grossières encore. On peut consulter les journaux d’Italie ; mais surtout la Vie d’Apostolo Zeno, par Fabroni, dans le tome 9 des Vitæ Italor., et la Vita di Zeno par Franç. Negri, Venise, 1816, in-8° de 522 pages avec le portrait de Zeno ; l’Histoire la musique, par Burney (en anglais) ; enfin le Journal de Trévoux, avril 1758, 2e volume.